# Écritures paléo-hispaniques

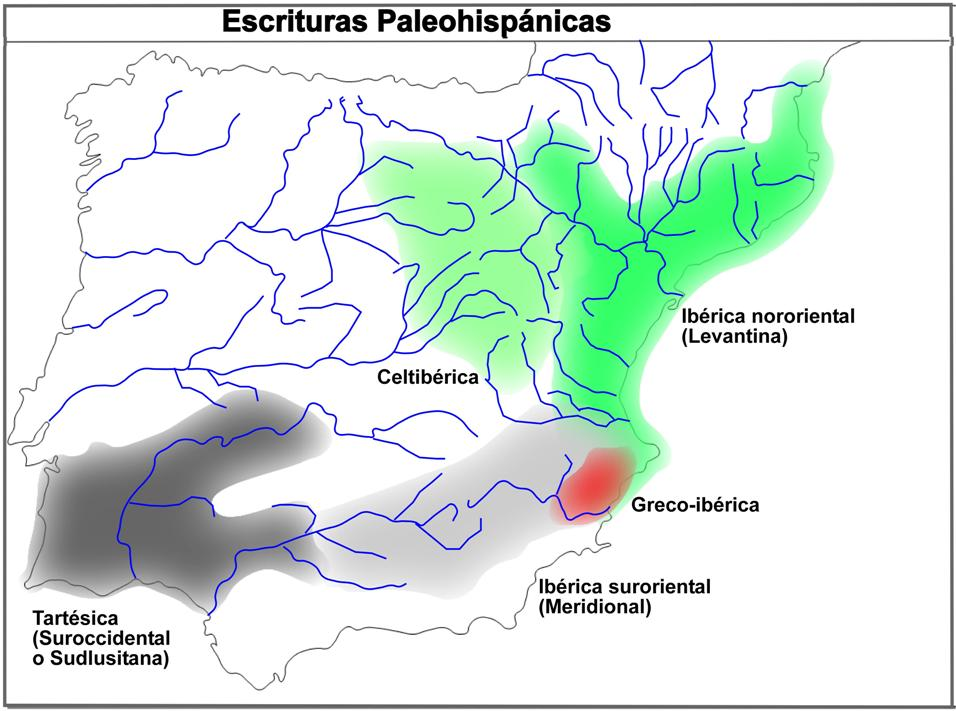
Écritures paléo-hispaniques.

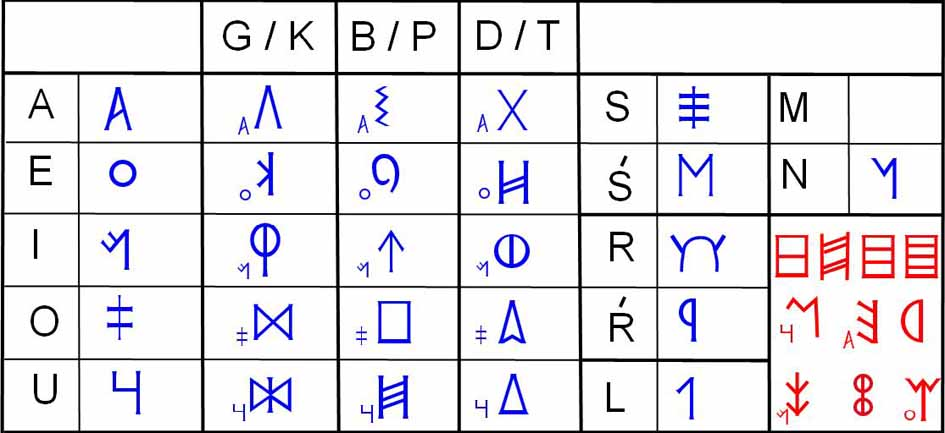
Écriture du Sud-Ouest (Adaptée de Rodríguez Ramos 2000).

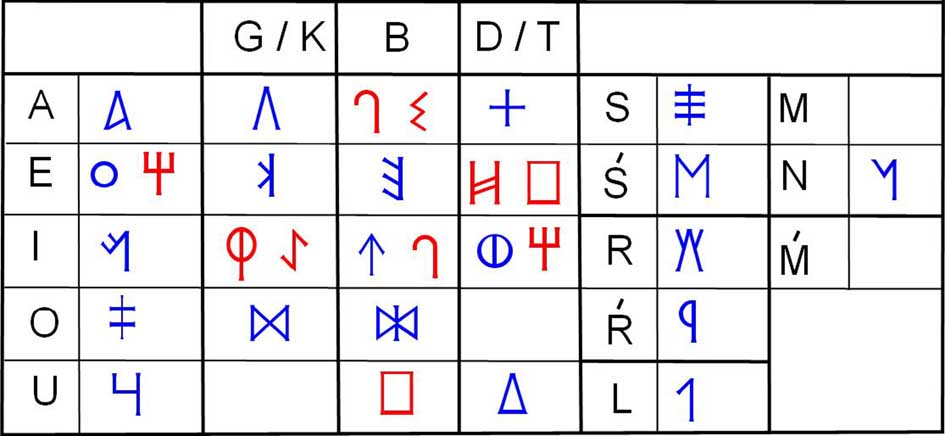
Écriture ibérique sud-orientale (Adaptée de Correa 2004).

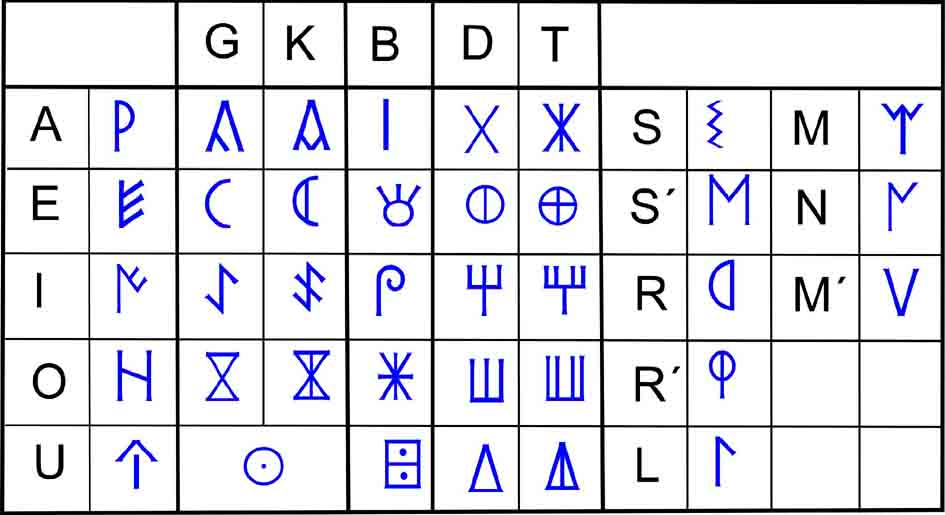
Écriture ibérique nord-orientale dual (Adaptée de Ferrer i Jané 2005).

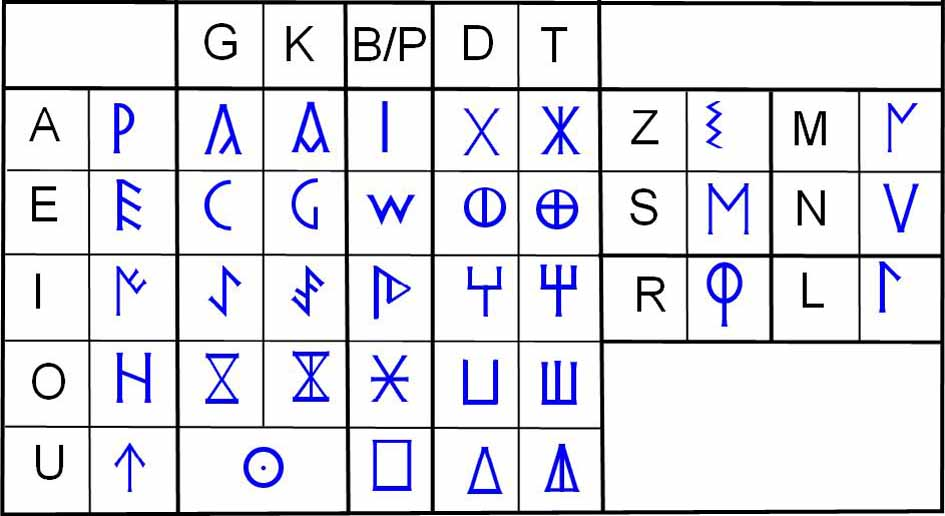
Écriture celtibère occidentale (Adaptée de Ferrer i Jané 2005).

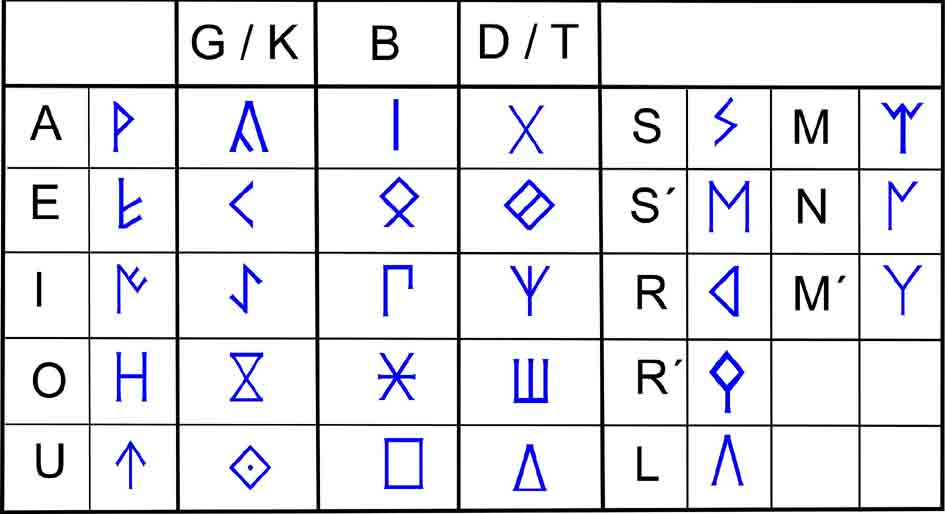
Écriture ibérique nord-orientale no-dual.

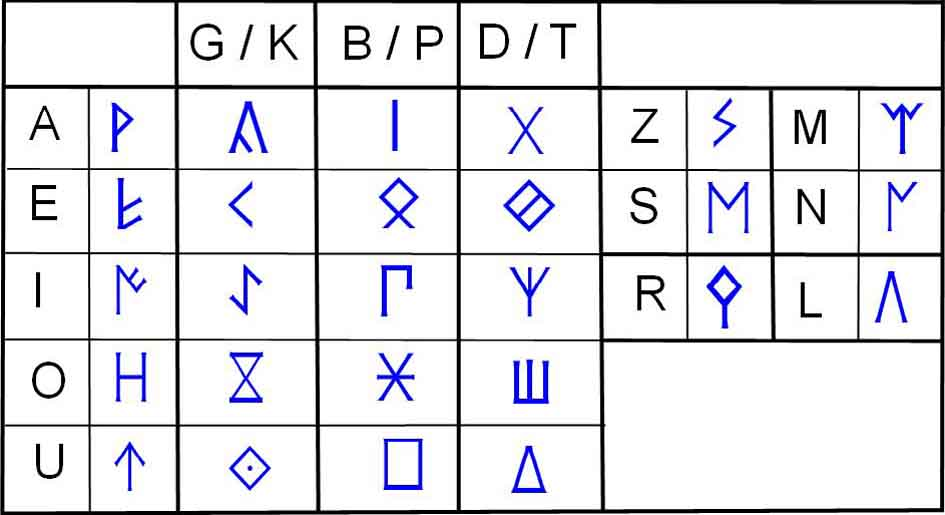
Écriture celtibère orientale.

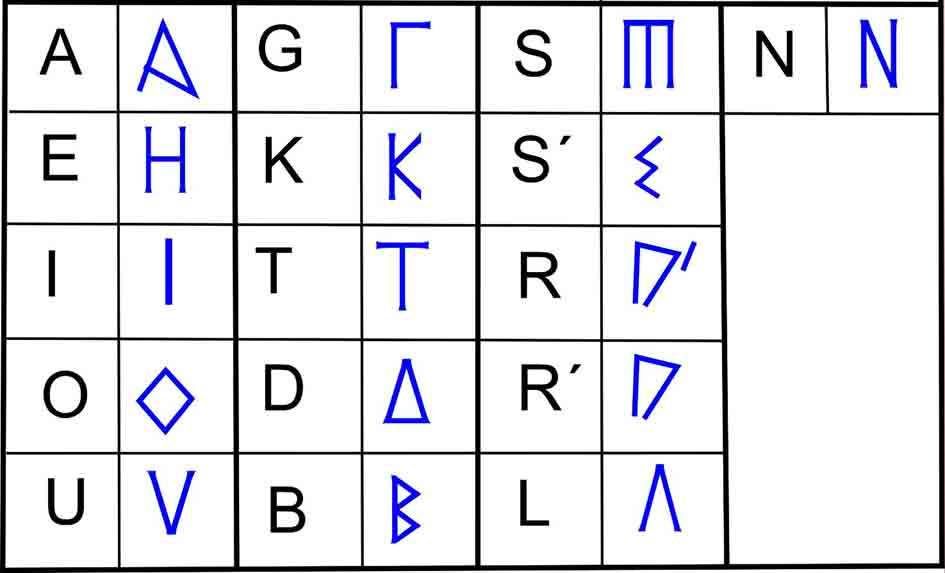
Alphabet gréco-ibérique.

Les écritures paléo-hispaniques sont des systèmes d'écriture créés dans la péninsule Ibérique avant que l’alphabet latin ne devienne le système d'écriture dominant. 
- Signaire d'Espança
- Écriture du Sud-Ouest (ou tartessienne ou sud-lusitanienne)
- Alphabet gréco-ibérique
- Écriture ibérique sud-orientale  (ou méridional)
- Écriture ibérique nord-orientale (ou levantine)
  - Variante dual
  - Variante no-dual
- Écriture celtibère
  - Variante orientale
  - Variante occidentale

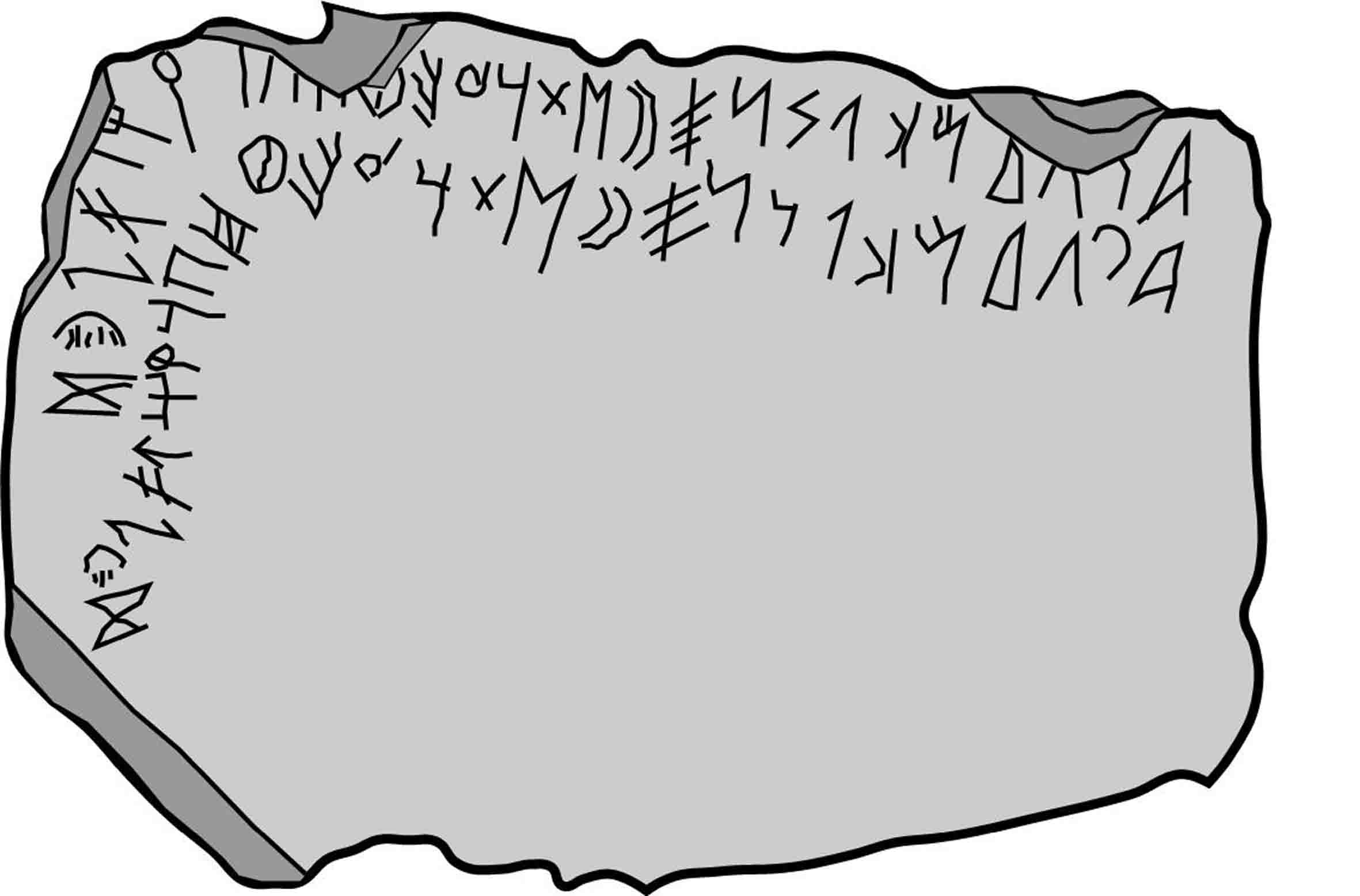
Signaire d'Espança (Castro Verde).
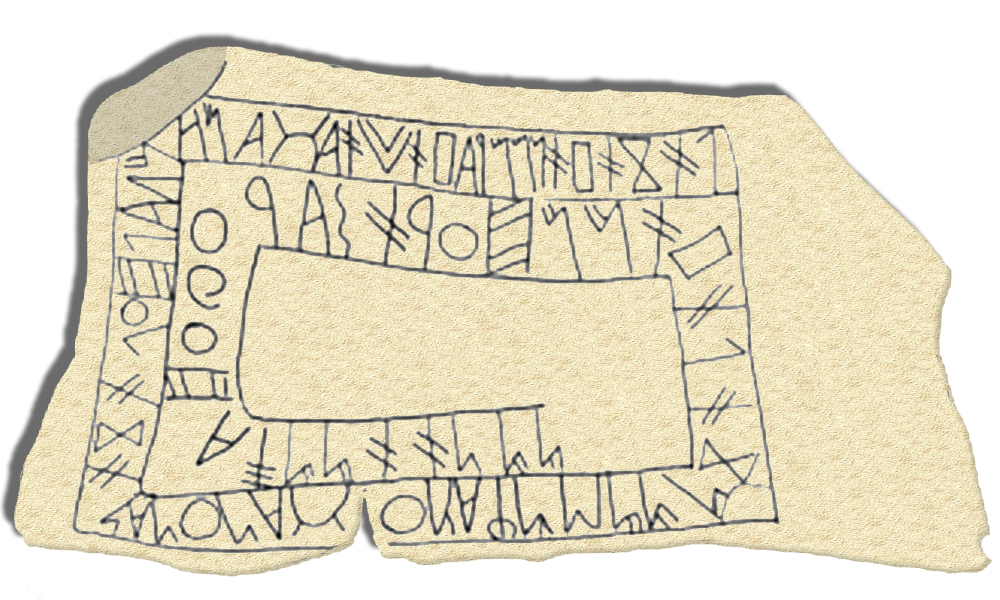
Écriture du Sud-Ouest. Stèle de Fonte Velha (Bensafrim, Lagos).
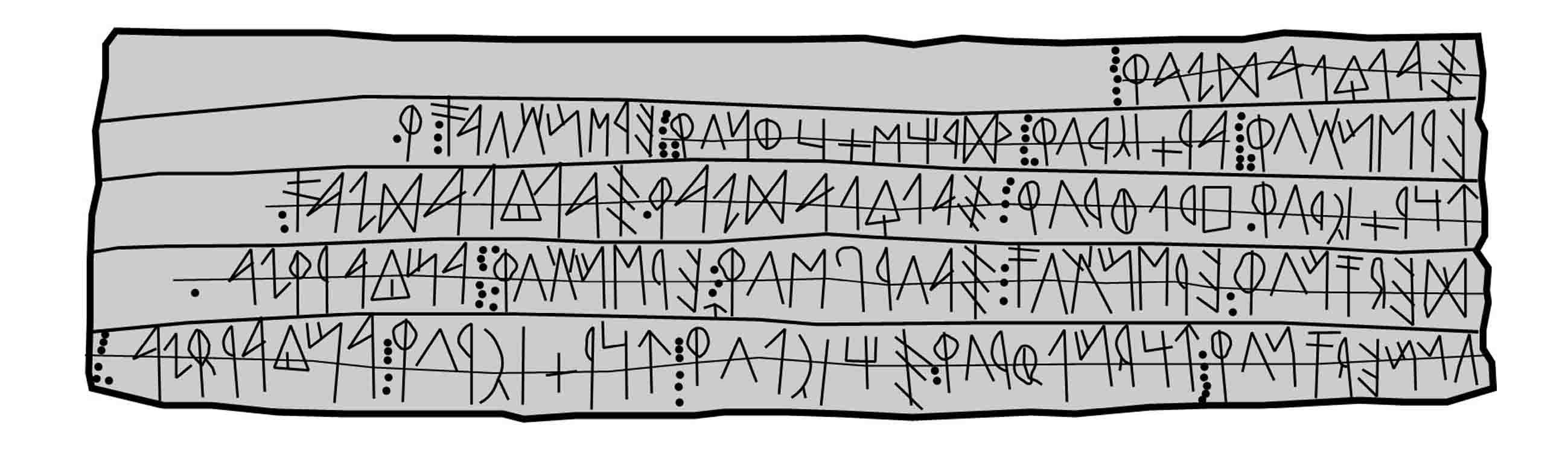
Écriture ibérique sud-orientale. Tablette de plomb de La Bastida de las Alcusas (Mogente).

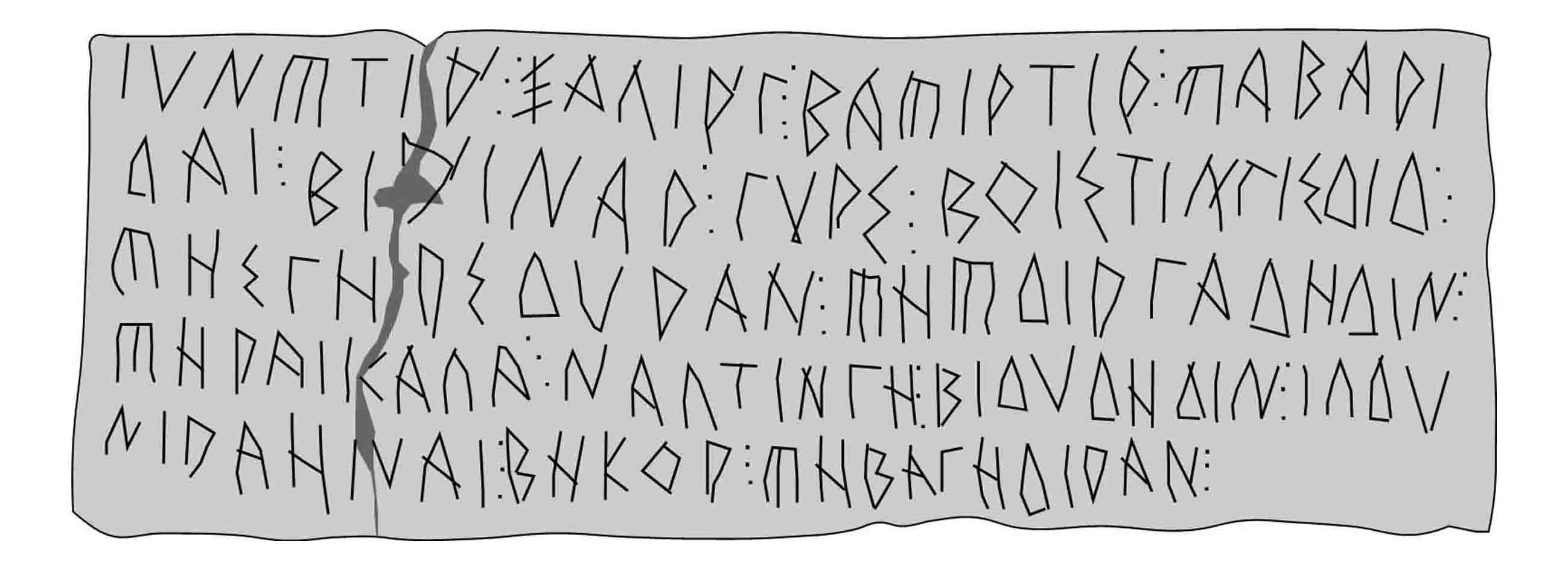
Alphabet gréco-ibérique. Tablette de plomb de la Serreta (Alcoy).
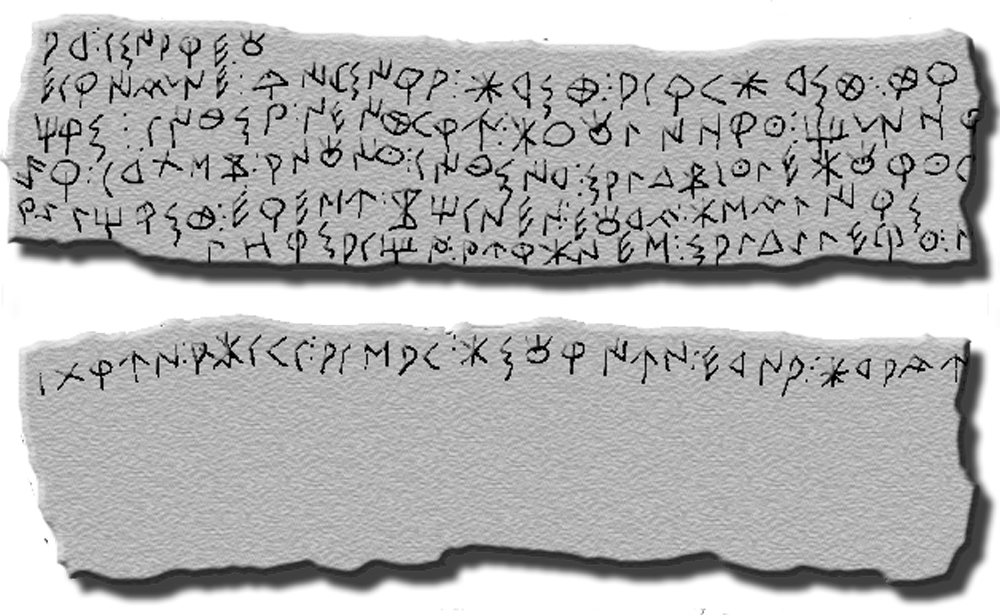
Écriture ibérique nord-orientale. Tablette de plomb d'Ullastret (Gérone) (s IV a. C.).
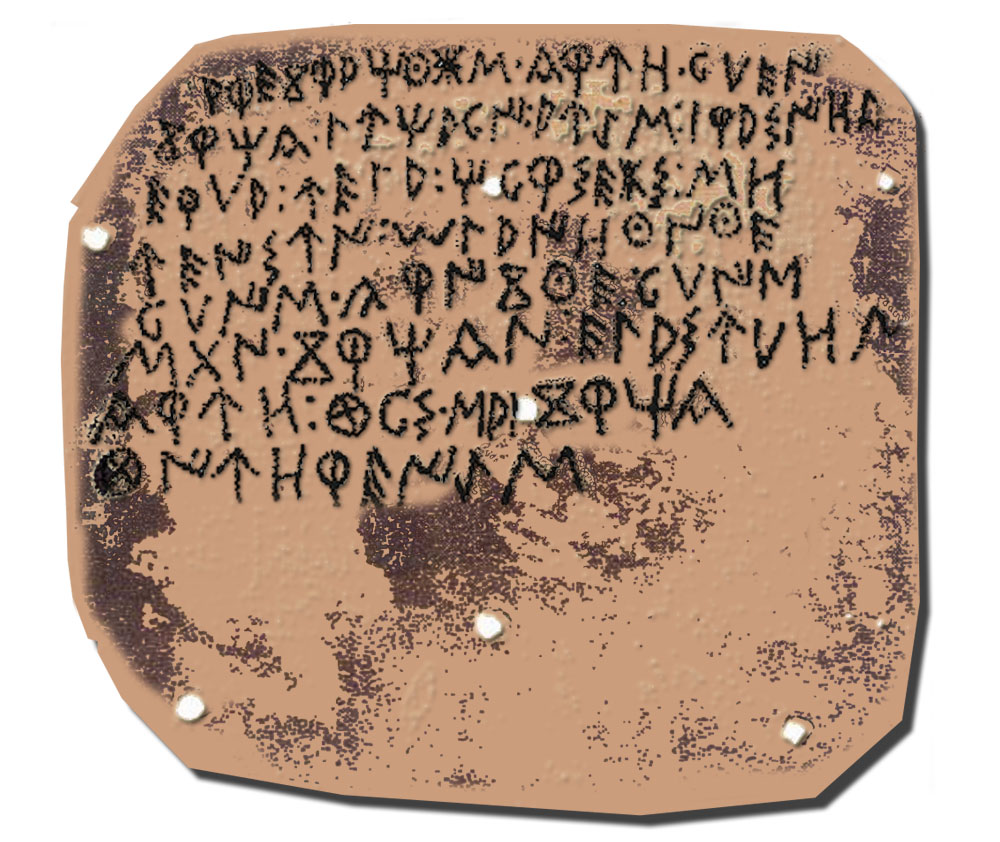
Écriture celtibère. Bronze de Luzaga (Guadalajara).